# Marcus Tillberg
Marcus Tillberg, född 19 april 1729 i Viby socken, död 27 oktober 1804 i Östra Skrukeby socken, var en svensk präst.

## Biografi
Marcus Tillberg föddes 19 april 1729 i Viby socken. Han var son till komministern där. Tillberg blev 1743 student vid Lunds universitet (nämns i nationens matrikeln första gången 1747) och 1751 magister. Han prästvigdes 8 maj 1755 och blev 28 augusti 1771 komminister i Simonstorps församling. Tillberg blev 28 januari 1789 kyrkoherde i Östra Skrukeby församling, med tillträde 1790, och blev 30 december 1803 prost. Han avled 27 oktober 1804 i Östra Skrukeby socken.

### Familj
Tillberg gifte sig första gången 4 oktober 1757 med Eva Catharina Björn (1737–1765). Hon var dotter till kyrkoherden i Norra Vi socken. De fick tillsammans barnen Maria Susanna (född 1757), Arvid (1759–1759), Elsa Greta (1761–1820) och Fredrica Catharina (född 1762).
Tillberg gifte sig andra gången 2 oktober 1766 med Anna Catharina Lindsten (1749–1803). Hon var dotter till sergeanten Abraham Lindsten och Christina Höijer på Storäng i Västra Ryds socken. De fick tillsammans barnen Abraham (född 1768), Eva Ulrica (1771–1846), Magdalena Christina (1774–1800), Anna Catharina, gift med faderns efterträdare Samuel Carl Wetterholm, Marcus (född 1780), Johanna Fredrica (1783–1846), Christian Adolph (född 1786) och Samuel (född 1789).